# بخش مرکزی شهرستان آرادان
بخش آرادان یکی از بخش‌های شهرستان آرادان در استان سمنان در ایران است.

## تقسیمات کشوری
- بخش مرکزی شهرستان آرادان[۱]
  - دهستان یاتری
  - دهستان حسین آباد کردها

شهرها: آرادان

## جمعیت
بنابر سرشماری مرکز آمار ایران، جمعیت بخش آرادان شهرستان گرمسار در سال ۱۳۸۵ برابر با ۱۵۵۱۷ نفر بوده است.